# Hard trance
El hard trance es un subgénero más agresivo y oscuro del trance puro. Se diferencia del original en que su velocidad es mayor (alcanzando desde 14X a 160 BPM o incluso más), el ritmo es mucho más marcado y suele ir acompañado de melodías repetitivas y sonidos "ácidos" (estos últimos producidos por el conocido sintetizador Roland TB-303). Mantiene una estructura musical de 32/32, y generalmente la duración de las canciones es de 5 minutos o más. Uno de los elementos más importantes en este género, es la inclusión de melodías creativas y de gran calidad, que no solo ayudan a dar énfasis a cada canción, sino que son las responsables de crear una atmósfera ideal para su escucha.

## Orígenes
Se creó en Frankfurt (Alemania) a principios de los 90s y es una de las primeras formas de trance. En su auge, era un estilo bastante experimental, con melodías psicodélicas u oscuras con repetición constante, y casi sin variaciones. En otros casos, las notas utilizadas en las melodías solían ser cortas aunque se le añadían efectos para propiciar la idea de entrar en trance o de "viajar" a través de la música; también solía llevar un beat potente y profundo. Estaba muy emparentado con el hardcore techno, el sonido de Hard trance se desarrolló a partir de la época del hardcore techno, que a su vez se desarrolló a partir del estilo industrial belga, el New beat. En Bélgica el Hard trance fue popular en la década de 1990, con el sello Bonzai Records y títulos como The First Rebirth de Jones & Stephenson lanzado en 1993, Rave City de Yves Deruyter lanzado en 1993, Let There Be House
de Cherrymoon Trax lanzado en 1994, The Wave de The Belgica Wave Party lanzado en 1993, Belgium Jump de Dream Your Dream lanzado en 1993, Back To Reality de Phrenetic System lanzado en 1994.
A lo largo de toda la década, este estilo rápidamente se hizo muy popular en países como Alemania, Bélgica, Países Bajos, Italia, España, etc. Cientos de artistas de toda Europa comenzaron a lanzar sus propios sencillos, y álbumes, gracias a los variados sellos discográficos existentes, tales como Important, Bonzai Records, United Ravers,  Time Unlimited y muchas más. Otra de las razones de su rápida expansión, fue su fugaz estreno en las raves y fiestas ilegales, mezclado junto con géneros que también se encontraban en pleno auge, tales como el acid techno.
Se considera a la canción The First Rebirth, producida por los artistas Jones & Stepenshon, como la primera composición hard trance de la historia, incorporando elementos que se convertirían en las bases para uno de los géneros de música electrónica más destacados de Europa en los 90.

## Evolución
Fue a partir de 1995 cuando algunos productores deciden darle a sus temas un toque más melódico y no tan psicodélico como en los inicios, aunque no por ello perdiendo calidad. Este cambio se apreciaba en las melodías, que seguían aportando oscuridad pero no tanto como las producciones de principios de década. Estas comienzan a hacerse cada vez más complejas y/o instrumentales, apartándose un poco de la idea de deber ser simples y oscuras para así conservar su estado de hard trance "clásico". Según fanáticos del género, esta evolución se considera como el principio del fin del auténtico hard trance, solo por querer añadir un punto de comercialidad a los sonidos originales. Algunos grandes nombres de esta época: Cocooma, Gary D o Dj Gollum.
De 1999 en adelante, el género sufrió serias modificaciones: el estilo se había ido deteriorando por la comercialidad de los temas y la falta de nuevas ideas. Esto causó que se fusionara con el creciente sonido del progressive trance, dando lugar a un sonido con más emoción y menos agresión, con melodías más alegres y emocionales, dejando de lado los sonidos ácidos y fuertes de principios y mediados de los 90. 
En el 2002, el nuevo Hardtrance sobrevivía en pequeños reductos, principalmente en Reino Unido donde se había fusionado con el NRG; pero en el resto de Europa el sonido reinante era el Uplifting Trance y el Progressive. Fue entonces cuando algunos productores como Kai Tracid le dieron un nuevo empuje fusionando el viejo Jumper Belga, el Hardcore y elementos del viejo Hard Trance... fue el nacimiento del Hardstyle: distorsion en los bombos, chirridos y melodías oscuras con reverbs. Artistas destacados de esta época podrían ser Dj Dean, Scot Project o el nombrado Kai Tracid.
Hoy en día, el hard trance tiene otra faceta muy distinta a lo que fue en sus orígenes. Ese énfasis dado en 1995 continuó evolucionando. Esto hace que un tema hard trance tenga un énfasis especial en la melodía, tanto o más que un tema de trance. Algunos artistas, como Matt Gardner, Technikal y Nick Sentience, supieron retomar ciertos aspectos del origen psicodélico en temas como "Lose Control" y "Broaden". Ambos presentan una estructura trance, pero inundados de sonidos ácidos y un bassline dominante, ambos característicos del psytrance. Aun así, el sonido hard trance de la actualidad está muy alejado de sus orígenes y verdadero sonido, siendo enormemente más melódico y luminoso que en sus raíces.

## Producción
En los principios utilizaba más Hardware que Software, sintetizadores conectados con máquinas de percusión, y secuenciadores. No tenía mucha masterización y el formato preferido era vinilo. En la actualidad se puede escuchar como productores como DJ Nomad y Sa.Ve.Ohh utilizan filtros, ecualizadores y otros tipos de efectos para enriquecer la mezcla. El reverse bass o bajo en reversa es muy utilizado por nuevos productores. Distorsión es mínima o ninguna debido a que el hardstyle y hardcore utilizan distorsión. Los kicks o golpes son generalmente con bajo pitch y acompañados por la línea de bajos. Los snares son típicamente usados con el kick para darle un golpe más fuerte. Las melodías utilizan saws (un tipo de sonido) en el clímax y el otro tipo de línea de bajos utilizada es ácida.

## Curiosidades
- Más de 300 artistas (la mayoría de ellos desconocidos en aquel entonces) grabaron sus composiciones de Hard Trance durante la década. Cada uno contaba con un estilo propio, y dependiendo del éxito que conseguían, su discografía podía llegar a ser desde muy escasa, hasta bastante prolífica. Un ejemplo de ellos fue Bernd Augustinski (usando su alias "Nostrum"), cuya carrera musical en el género es una de las más extensas.

- El disco de vinilo era el formato predilecto del Hard Trance. Los artistas lanzaban sus EP en discos de 12 pulgadas, utilizando las velocidades de 45 RPM o 33 RPM. Un dato curioso es que se solían grabar los discos con dos velocidades distintas, una por cada cara (Por ejemplo, el lado A se reproducía a 45 revoluciones. El Lado B a 33). Esto dependía de la duración de las canciones y el gusto propio del productor.

## Temas Destacados
- Jones & Stephenson - The First Rebirth (1993)
- Yves Deruyter - Rave City (1993)
- Resistance D - Human (1993)
- Lunatic Asylum - The Meltdown (1993)
- Jam & Spoon - Follow Me! (1993)
- Paragliders - Paraglide (1993)
- Belgica Wave Party - The Wave (1993)
- Dream Your Dream - Belgium Jump (1993)
- Phrenetic System - IV (1994)
- Cherrymoon Trax - Let There Be House (1994)
- Jens - Loops & Things (1994)
- X Dream - The 5th Dimension (1994)
- Cortex Thrill - Innerspace (1994)
- Legend B - Lost In Love (1994)
- Cygnus X - The Orange Theme (1994)
- Circuit - Transport of love (1994)
- Alien Factory - Destiny (1994)
- Cosmo - Hymn (1994)
- Pyrate - Bycance (1994)
- Sunbeam - Outside World (1994)
- DJ Dave Davis - Transfiguration (1994/1995)[7]
- Leviathan – Go Back (1995)[8]
- Raver's Nature - Stop Scratching (1995)
- Nip Collectiv - Moments Of Decision (1995)
- Rexanthony - Capturing Matrix (1995)
- Star Gazer - Voices (1995)
- Hitch-Hiker and Dumont - Journey Of Love (1995)
- Silverplate - Attention (1995)
- Gary D. - Living Video (1995)
- Commander Tom - Are Am Eye? (1995)
- Nostrum - Baby (1995)
- Dave Davis - Transfiguration (1996)
- Johann - New Kicks (1996)
- Genetic Line - Energize my mind (1996)
- Cocooma - Virtual Experience (1997)
- E-Max - A Culture OF Human Beings (1997)
- Sioux - Phô (2002)
- Biomet - Kicks that break walls (2012)